# Molkenbach (Darmbach)
Der Molkenbach ist ein Bach im Stadtgebiet von Darmstadt im südlichen Hessen und ein rechter Zufluss des Darmbachs.

## Verlauf
Der Molkenbach entspringt auf der „hintersten Seiterswiese“ am Ostrand von Darmstadt. Er fließt in anfangs nördlicher, dann nordwestlicher Richtung durch ein Wiesengelände und anschließend durch ein Kleingartengelände. Daraufhin unterquert er die Dieburger Straße (L 3094), jenseits derer er ein weiteres Kleingartengelände durchläuft. Danach unterquert der Molkenbach die Odenwaldbahn. Nach der Bahnstrecke fließt der Bach durch das Areal des Studentenwohnheims Karlshof.
Nordöstlich der Oetingervilla mündet er in die Darmstädter Kanalisation. In dieser läuft er in einem nach rechts ausholendem Bogen insgesamt nach Westen zu seiner Mündung in den dort ebenfalls verdolten Darmbach nahe der Unterführung der B 3 unter den Gleisanlagen.